# Golub-Dobrzyń (stad)
Golub-Dobrzyń is een stad in het Poolse woiwodschap Koejavië-Pommeren, gelegen in de powiat Golubsko-Dobrzyński. De oppervlakte bedraagt 7,5 km², het inwonertal 12.828 (2017).
's Zomers wordt in Golub-Dobrzyn een befaamd internationaal riddertoernooi gehouden. Dit vindt plaats in en rond het grote kasteel dat eens in het bezit was de (ongetrouwde) Zweedse Anna, de zus van koning Sigismund III van Polen.

## Sport en recreatie
- Door deze plaats loopt de Europese wandelroute E11. De E11 loopt van Den Haag naar het oosten, op dit moment de grens Polen/Litouwen. Ter plaatse komt de route van het westen vanuit Ciechocin. De route vervolgt na een korte tour door het centrum verder in oostelijke richting naar Szafarnia.
- Sinds 2020 wordt in en rond Golub-Dobrzyń de Princess Anna Vasa Tour verreden, een meerdaagse wielerwedstrijd voor vrouwen die vernoemd is naar princes Anna Wasa.